# Marginea
Marginea es una comuna ubicada en el distrito de Suceava, Rumania.

## Superficie
Posee una superficie de 75,91 kilómetros cuadrados.

## Demografía
Hasta 2021 la población era de 11 164 habitantes, con una densidad de población de 147,1 habitantes por kilómetro cuadrado.